# Войнишки партизански батальон „Христо Ботев“
Войнишки партизански батальон „Христо Ботев“ e български партизански отряд, създаден от дезертирали български военнослужещи по време на партизанското движение в България през 1941 – 1944 година.

## Войнишки партизански батальон „Христо Ботев“

### Създаване
Образуван от войниците от 1/15 граничен подучастък в село Конско, Гевгелийско, преминали начело с командира си поручик Дичо Петров на страната на партизаните на 14 декември 1943 г. Съставът му е 62 войника и 9 македонски партизани. Командир е поручик Дичо Петров, заместник-командир Никола Груев, политкомисар Христо Баялцалиев и заместник-политкомисар Мито Мицайков (Слободан).

### Действия
До навлизането в старите граници на България отрядът е в състава на Втора ударна македонска бригада и води военни действия срещу германски сили при село Конско, гара Негорци, Гевгели, Люмница, Фущани и Ливада. Извършва преход през планините Беласица, Огражден, Плачковица, Осогово и Козяк.
В началото на март 1944 г. се включва в състава на Трънския партизански отряд. Заедно с него формира Втора софийска народоосвободителна бригада. Получава задача да се свърже с Първа и Втора средногорска бригада от Втора Пловдивска въстаническа оперативна зона. Води боеве при връх Тумба заедно с югославски партизани, Куса врана, Власи, Трънски Одоровци, Смоловци, Росоман, Дълги дел, Говежда. В състава е и английска военна мисия начело с майор Франк Томпсън.
На 23 май 1944 след преминаване на р. Искър, води ожесточено сражение с армейски и жандармерийски части край с. Батулия и е почти напълно разгромен. Оцелелите партизани се присъединяват към други партизански формирования.

### Самостоятелно командване
- Дичо Петров – командир
- Никола Груев – заместник-командир
- Христо Баялцалиев – политкомисар
- Мито Мицайков (Слободан) – заместник-политкомисар

### Командване в състава на втора македонска ударна бригада
- Дичо Петров – командир
- Никола Груев – заместник-командир
- Христо Баялцалиев – политкомисар
- Киро Спанджов (Коста) – заместник-политкомисар[3]